# Strada statale 316 dei Monti Martani
La ex strada statale 316 dei Monti Martani (SS 316), ora strada regionale 316 dei Monti Martani (SR 316), è una strada regionale italiana umbra che prende il nome dall'omonimo massiccio montuoso che attraversa.

## Percorso
La strada ha origine all'altezza dello svincolo 11 della strada statale 75 Centrale Umbra, nei pressi di Foligno. Proseguendo in direzione sud-ovest, passa per Fiamenga, attraversa il fiume Topino ed entra a Bevagna dalla quale esce verso sud, attraversando il Teverone e passando per il territorio compreso tra i centri di Montefalco e Gualdo Cattaneo. Il tracciato prosegue ancora verso sud attraversando Bastardo, popolosa frazione di Giano dell'Umbria e raggiungendo poi Massa Martana.
Il tracciato si conclude con l'innesto della strada sulla strada statale 3 bis Tiberina nei pressi di Villa San Faustino.
In seguito al decreto legislativo n. 112 del 1998, dal 2001 la gestione è passata dall'ANAS alla Regione Umbria che ha poi ulteriormente devoluto le competenze alla Provincia di Perugia, mantenendone comunque la titolarità.